# 久志宇賀主命
久志宇賀主命（くしうかぬしのみこと）は、古墳時代の豪族・中臣氏の祖。

## 概要
『日本書紀』の垂仁紀二十六年三月条の割注記事には、天皇が中臣連祖探湯主に対し誰に大倭大神を祀らせるべきか占わせたところ、渟名城入姫命が適任と出たとされる。

## 系譜
父は神聞勝命で、子に国摩大鹿島命がいるとされる。